# Hình tượng đại bàng trong văn hóa

Biểu tượng của NSA (Cơ quan tình báo Mỹ trực thuộc bộ Quốc phòng)

Hình tượng đại bàng hoặc giống đại bàng được sử dụng trong các huy hiệu như hiệu lệnh, như là một hình ảnh tượng trưng, và như là một tiêu ngữ. Các bộ phận của cơ thể của chim đại bàng như đầu, cánh của nó hoặc chân cũng được sử dụng như là một hiệu lệnh hoặc tiêu ngữ. Đây là nhóm các loài chim có kích thước tương đối lớn, bao gồm một số loài trong họ Ưng Accipitridae. Tên gọi trong tiếng Việt nhiều khả năng xuất phát từ tiếng Hán 大鵬 đại bằng hay 鹏 (giản thể: 鹏; phồn thể: 鵬; bính âm: péng; Wade–Giles: p'eng). Đại bàng xuất hiện trong nhiều truyền thuyết, nổi bật như Thạch Sanh của Việt Nam, hay trong Nghìn lẻ một đêm của văn hóa Ả Rập.
Chim đại bàng biểu tượng cho sức mạnh, lòng can đảm, tầm nhìn xa và sự bất tử. Nếu như sư tử là chúa sơn lâm, cá mập là sát thủ của biển khơi thì loài đại bàng vàng từ lâu cũng được mệnh danh là chúa tể bầu trời với sức mạnh của mình. Đại bàng còn được coi là vua của không trung và sứ giả của vị thần tối cao và xứng danh chúa tể bầu trời. Theo thần thoại Hy Lạp, người Hy Lạp coi đại bàng là biểu trưng của thần Zeus, những người La Mã coi đại bàng là biểu trưng của Jupiter, bởi các bộ lạc Đức thì coi nó là Odin và người theo Kitô giáo thì là biểu tượng của Thiên Chúa.

## Trong quân sự

Con đại bàng trên quốc huy Đức

Đại bàng được đánh giá là kẻ rất mạnh mẽ và hùng dũng. Vì thế, nó đã trở thành biểu tượng quân sự của nhiều nước tư bản và quân chủ. Từ những thế kỉ trước công nguyên, đế quốc La Mã và đế quốc Babylon đã chọn loài đại bàng vàng làm biểu tượng cho quân đội của nước mình. Vào thời kì Trung Cổ và Phục Hưng, đa số các quốc gia châu Âu đã chọn đại bàng làm biểu tượng cho quân đội. Các hình vẽ đại bàng trên khiên của binh lính đã được tìm thấy trong các di chỉ khảo cổ thời Phục Hưng, Trung Cổ, La Mã và trên những hình vẽ trong truyện cổ tích châu Âu được mô phỏng lại.

## Trong văn học
Trong văn học cổ điển, truyện phân chia ra các vương quốc do các loài vật đứng đầu là truyện thường thấy. Sư tử thì thường có vai trò làm vua của các vương quốc. Tuy nhiên, việc đại bàng làm vua của các nước được tưởng tượng này thì cũng không hiếm gặp, ví dụ như trong truyện Con dơi hèn nhát thì đại bàng là kẻ thủ lĩnh của lũ chim. Hay như trong truyện ngụ ngôn Châu Âu, những con đại bàng thường làm vua nhiều như sư tử. Ngoài vai trò làm hoàng đế trong các truyện cổ thì đại bàng đôi khi còn "thủ vai" của một kẻ được coi là lưu manh, độc ác.

## Biểu tượng Quốc gia

Con đại bàng trên quốc huy Nga
Con đại bàng trên quốc huy Ba Lan
Con đại bàng trên quốc huy Áo
Con đại bàng trên quốc huy Ai Cập
Con đại bàng trên quốc huy Hoa Kỳ
Con đại bàng trên quốc huy Serbia
Con đại bàng trên quốc huy Indonesia
Con đại bàng trên quốc huy Jordan
Con đại bàng trên quốc huy Iraq
Con đại bàng trên quốc huy Moldova
Con đại bàng trên quốc huy México
Con đại bàng trên quốc huy Montenegro
Con đại bàng trên quốc huy Albania
Con đại bàng trên quốc huy Syria
Con đại bàng trên quốc huy Yemen
Con đại bàng trên quốc huy România
Con đại bàng trên quốc huy Panama
Con đại bàng trên quốc huy Armenia
Biểu tượng của NSA (Cơ quan tình báo Mỹ)
Biểu tượng của quân lực Việt Nam Cộng Hòa (ARVN)
Con đại bàng trên quốc huy Morava
Con đại bàng trên quốc huy Silesia thuộc Séc